# Занкт-Аугустін
Занкт-Аугустін (нім. Sankt Augustin) — місто в Німеччині, розташоване у землі Північний Рейн-Вестфалія. Підпорядковується адміністративному округу Кельн. Входить до складу району Райн-Зіг.
Площа — 34,22 км2. Населення становить 55 590 ос. (станом на 31 грудня 2020).
Офіційний код — 05 3 82 056.
Місто поділяється на 8 міських районів.
У Занкт-Августіні розміщені один з університетів Bonn-Rhein-Sieg (http://www.h-brs.de [Архівовано 21 серпня 2014 у Wayback Machine.]) і науково-дослідні інститути Товариства Фраунгофера. Також в місті базується підрозділ спецназу Федеральної поліції Німеччини GSG 9.
З 1980 року підтримує партнерські зв'язки з Грентемом в Англії..

## Галерея

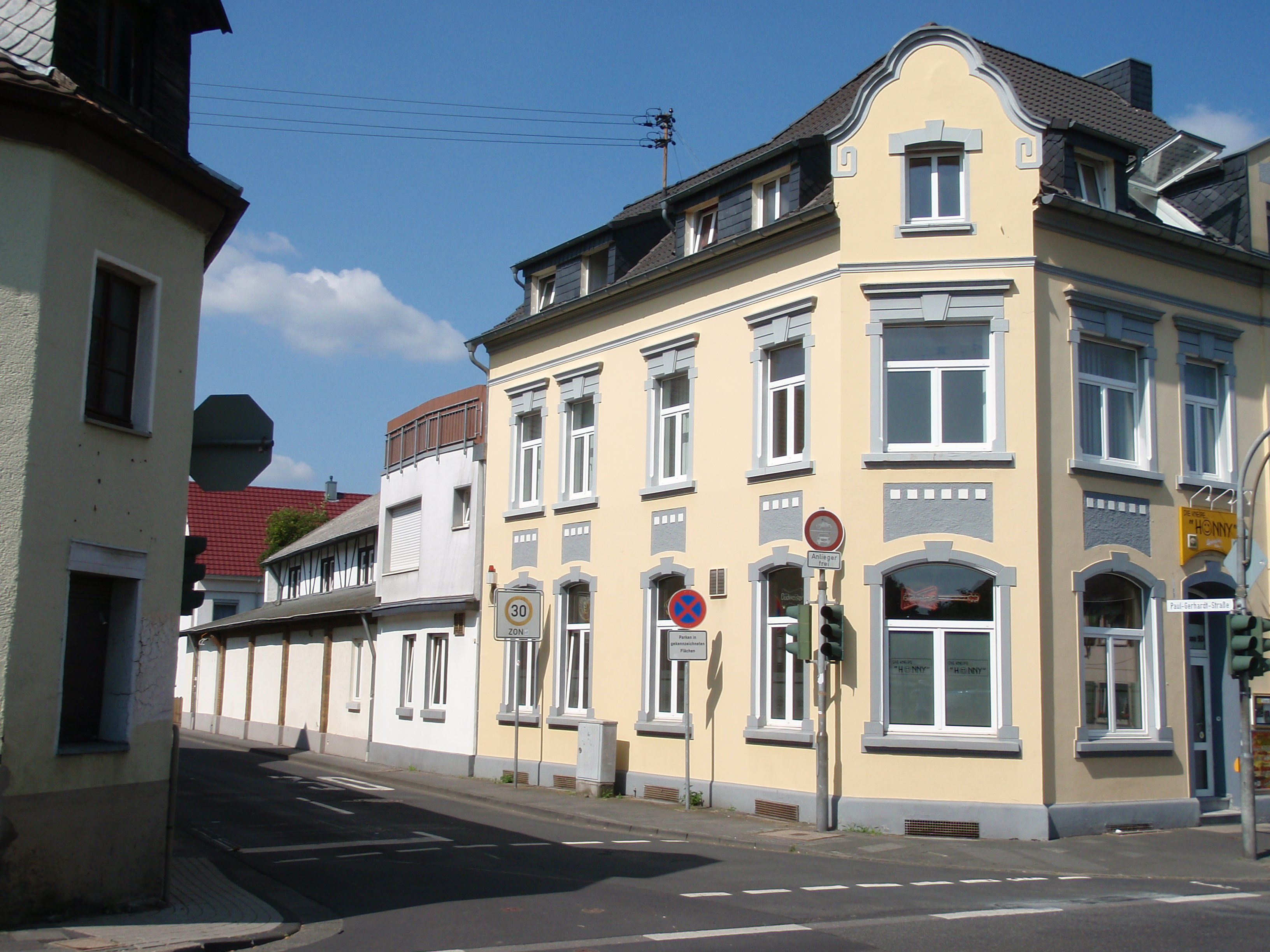
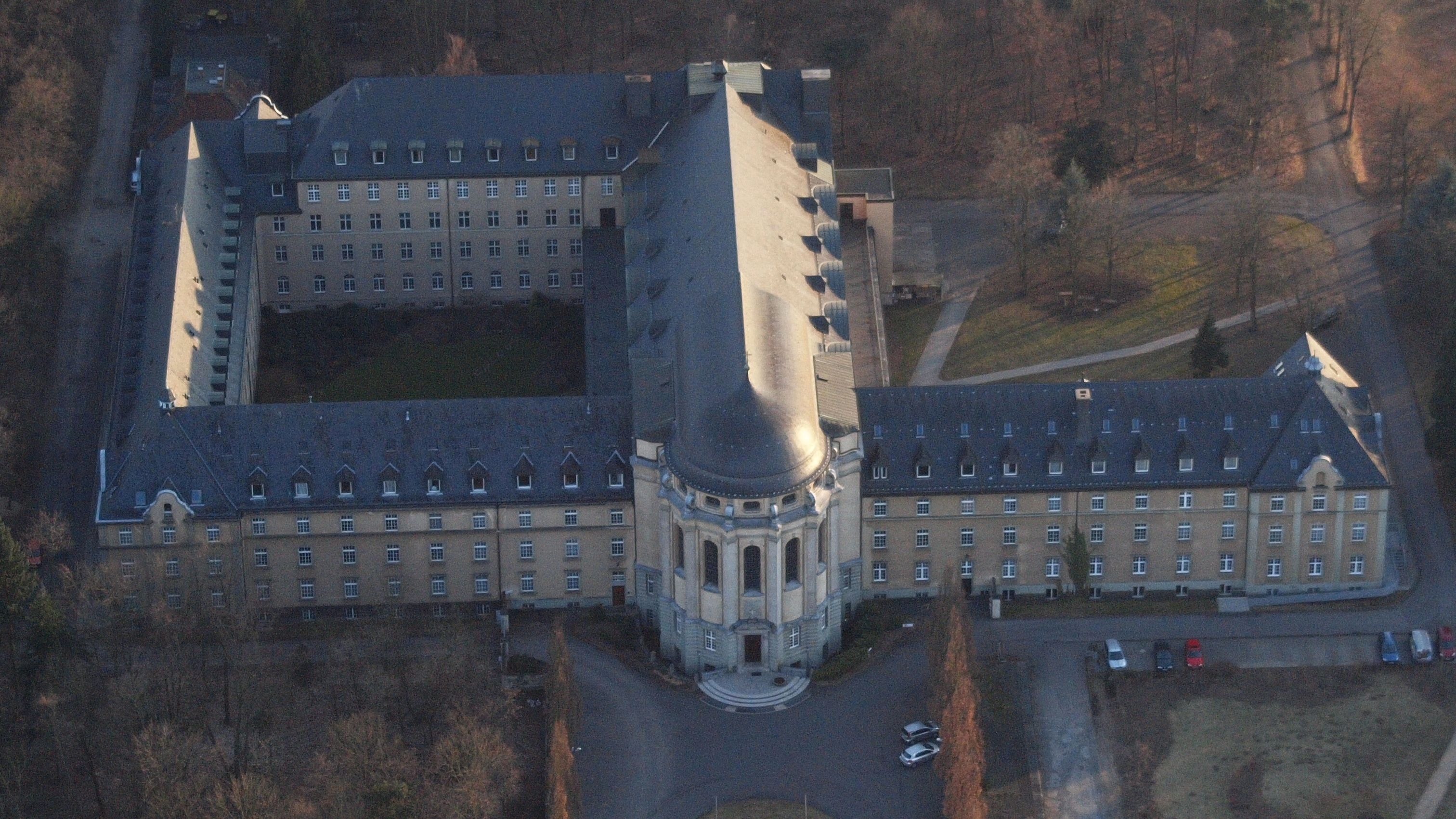
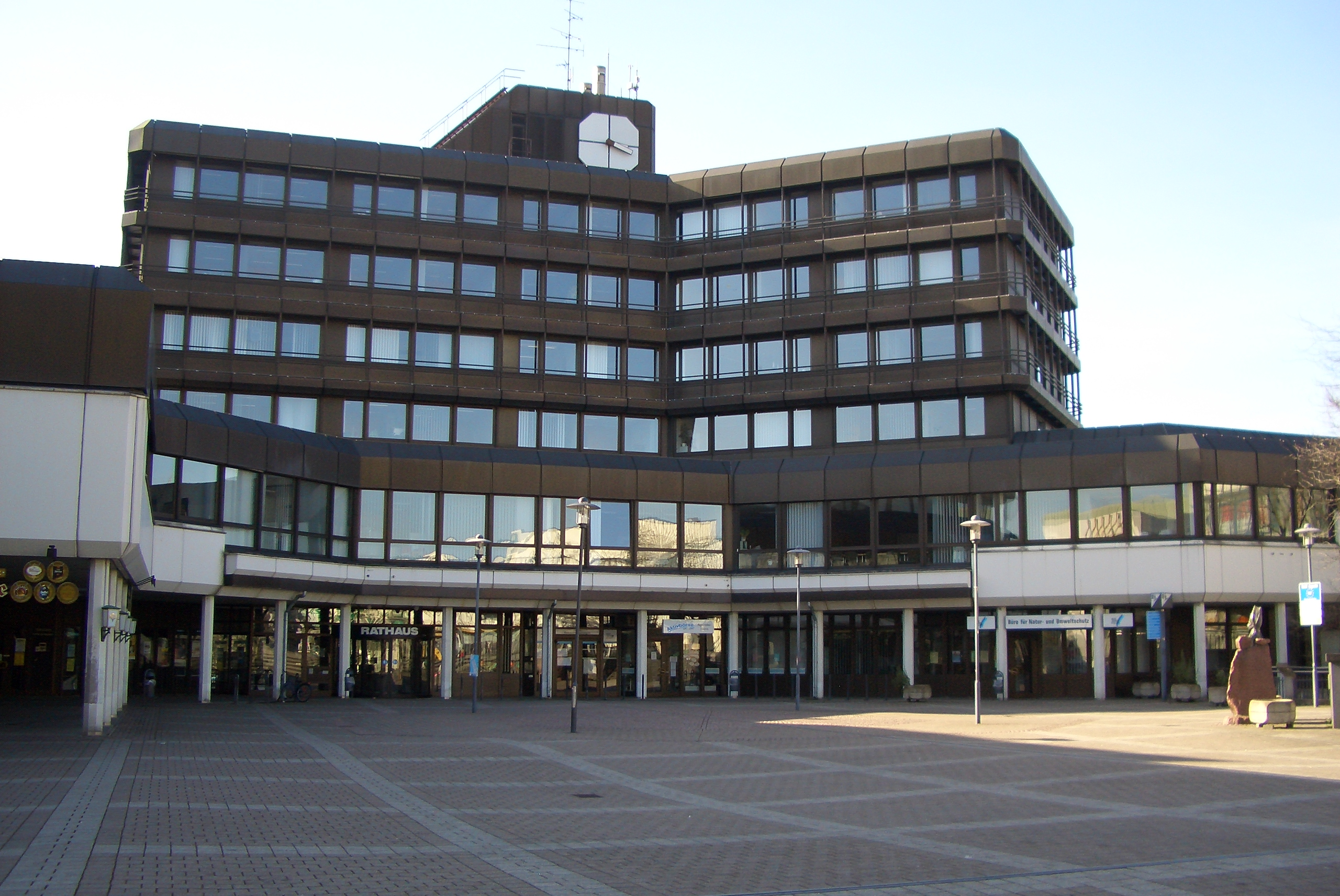
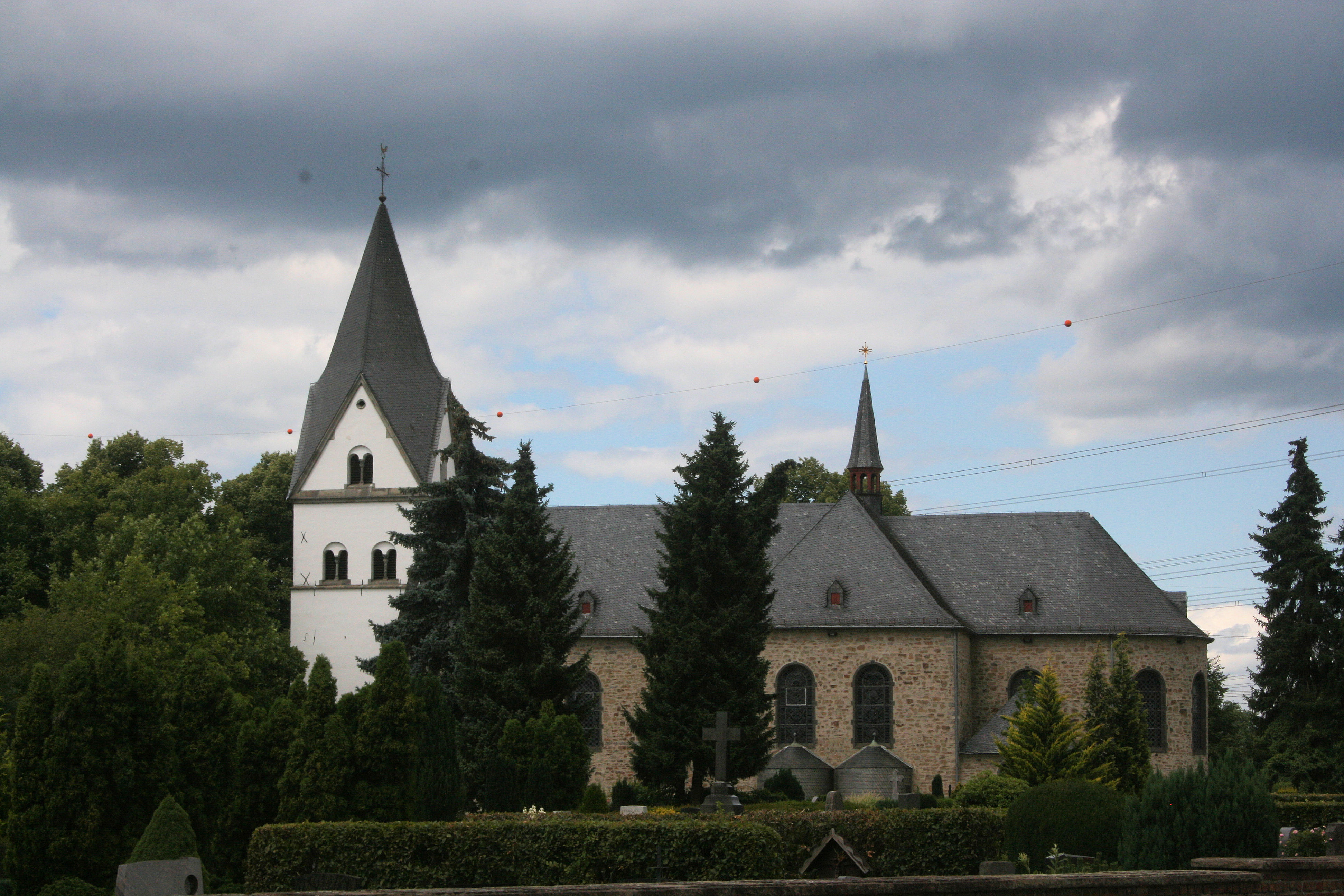
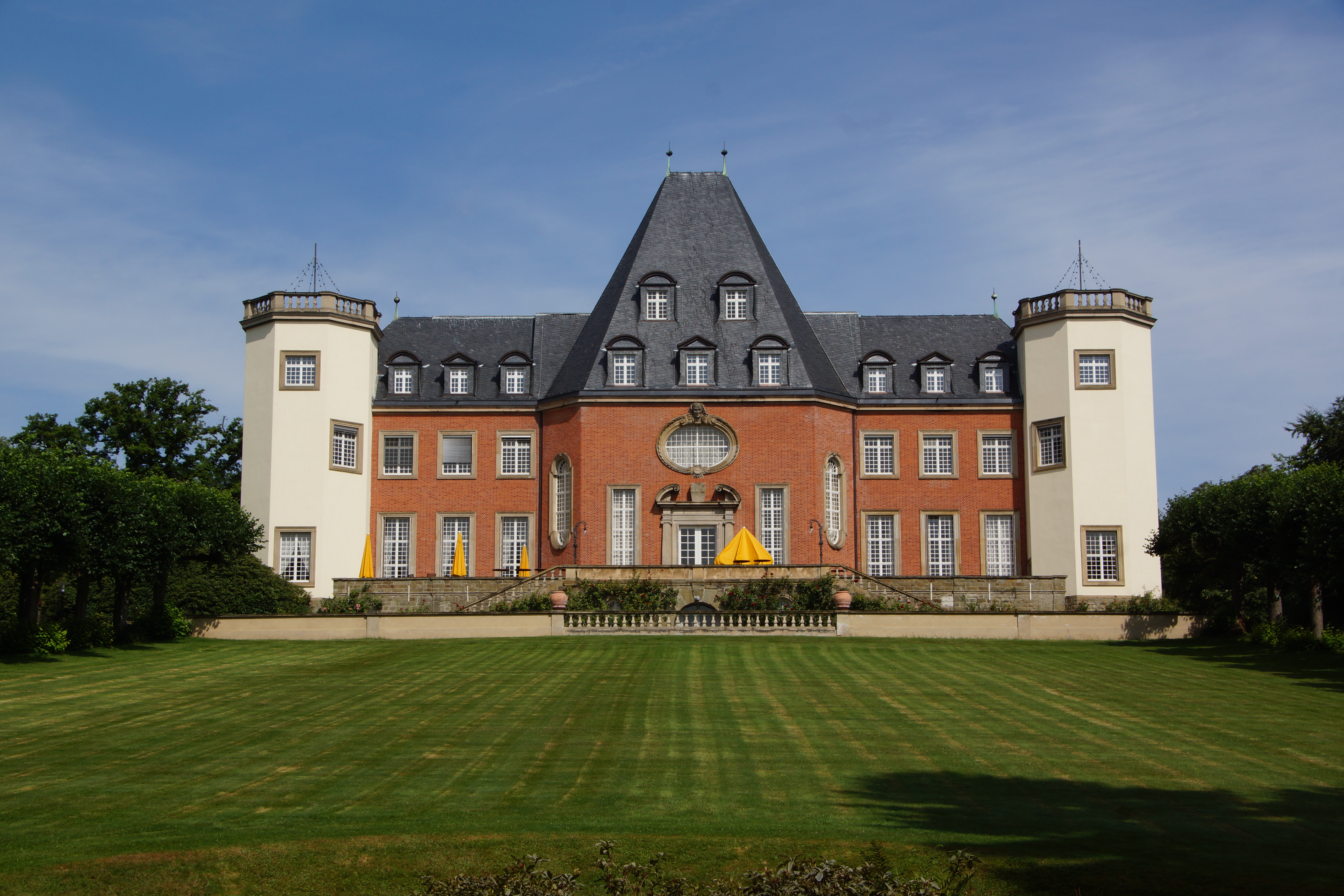
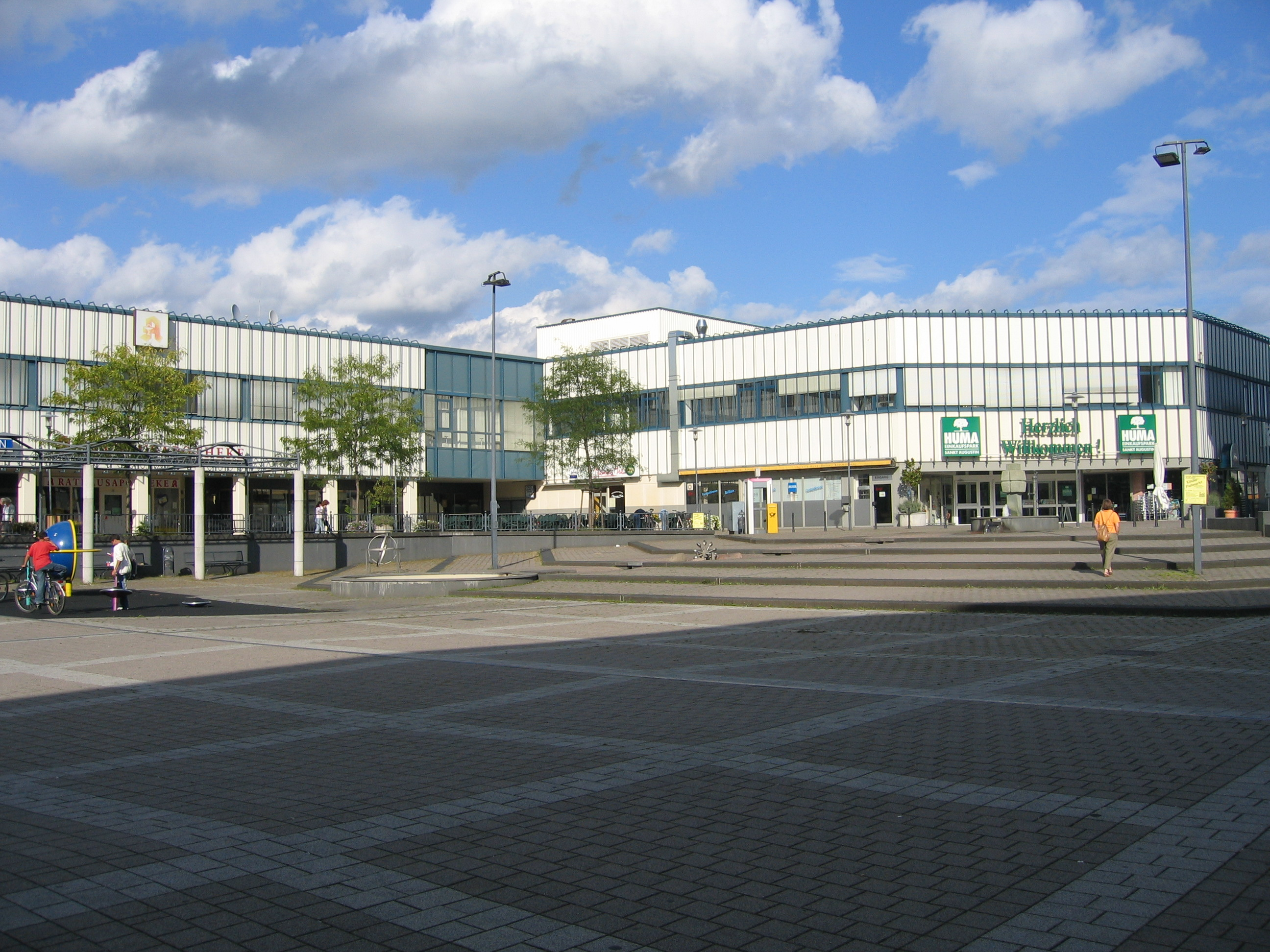